# Thomas Assheuer
Thomas Assheuer (* 1955 in Arnsberg) ist ein deutscher Journalist.

## Werdegang
Von 1975 bis 1982 studierte Assheuer an den Universitäten Münster und Hamburg Germanistik und Philosophie; 1983 absolvierte er ein Volontariat beim Hessischen Rundfunk und war anschließend Redakteur im „Kulturellen Wort“. 1991 wechselte er ins Feuilleton der Frankfurter Rundschau. Von 1997 bis 2021 ist er Feuilleton-Redakteur der Wochenzeitung Die Zeit, für die er im Anschluss als freier Autor weiter tätig ist.
Assheuer war Jury-Mitglied für den Bielefelder Wissenschaftspreis.

## Preise und Auszeichnungen
Das von Thomas Assheuer gemeinsam mit Werner A. Perger herausgegebene ZEIT-Buch Was wird aus der Demokratie? (Verlag Leske + Budrich) erhielt 2000 einen mit 25.000 Schilling dotierten Anerkennungspreis des Bruno-Kreisky-Preises für das politische Buch.

## Publikationen (Auswahl)
- Rechtsradikale in Deutschland – Die alte und die neue Rechte zusammen mit Hans Sarkowicz, München 1990, ISBN 3-406-34020-2
- Was wird aus der Demokratie, hrsg. mit Werner A. Perger, Leske und Budrich Verlag, Leverkusen 2000, ISBN 978-3-8100-2757-3
- Michael Haneke. Gespräche mit Thomas Assheuer,  Alexander-Verlag, Berlin 2008, ISBN 978-3-89581-188-3
- Tragik der Freiheit. Von Remscheid nach Ithaka. Radikalisierte Sprachkritik bei Botho Strauß, Transcript Verlag, Bielefeld 2014, ISBN 978-3-8376-2759-6